# Muestreo de conveniencia
El Muestreo de conveniencia es una técnica de muestreo estadístico no probabilístico.

## Muestra
Se basa en seleccionar de la población la muestra para un experimento usando aquellos individuos que están disponibles de manera sencilla y cómoda.

## Uso
Es muy común su uso en experimentos piloto, en los que más que la validez de las conclusiones sobre la población, se evalúan otros aspectos como duración, coste, viabilidad, etc